# Грамматика авестийского языка
Авестийский язык, как и санскрит, имеет богатую систему склонения имён и сложную глагольную парадигму. Тщательное изучение его структуры началось только в XIX веке и было сопряжено с определёнными трудностями; в основном это касалось того, что первые исследователи не проводили различий между младо- и староавестийским, что приводило к некоторой путанице. На сегодняшний день морфология обоих диалектов изучена достаточно хорошо, тем не менее, есть много невыясненных моментов касательно синтаксиса, особенно староавестийского. В данной статье в основном будут рассматриваться формы, характерные непосредственно для староавестийского. Формы, зафиксированные только в младоавестийском, будут помечены как (М.).

## Имя
Авестийский является примером флективного высокосинтетического языка, имея три грамматических рода: мужской, женский и средний, три числа: единственное, множественное и двойственное. Его восемь падежей: именительный, винительный, творительный, дательный, отложительный, родительный, местный и звательный — по своим функциям в целом совпадают с соответствующими им падежами в санскрите.
Имена существительные и прилагательные согласно их склонению можно поделить на два больших класса: с основой на согласную и гласную. Оба класса в дальнейшем делятся на более мелкие группы, и наиболее полная классификация включает в себя двенадцать склонений (не учитывая подгруппы).

### Базовое склонение имён
В таблице ниже перечислены стандартные окончания, которые имена принимают при склонении. Тем не менее, основы имён, к которым присоединяются окончания, в некоторых падежах могут меняться из-за чередований гласных. В грамматике санскрита подобные эффекты называются гуна и вриддхи. Чередование по вриддхи, тем не менее, в авестийском встречается довольно редко, а по гуне же, благодаря большему разнообразию гласных по сравнению с санскритом, встречается намного чаще.
| Падеж         | Мужской и женский род         | Мужской и женский род | Мужской и женский род | Средний род                   | Средний род | Средний род     |
| Падеж         | Ед. ч.                        | Дв. ч.                | Мн. ч.                | Ед. ч.                        | Дв. ч.      | Мн. ч.          |
| ------------- | ----------------------------- | --------------------- | --------------------- | ----------------------------- | ----------- | --------------- |
| Именительный  | -s (-š), —                    | -ā                    | (-as°), -ō, -ā        | —, -m                         | —, -ī       | —, -i           |
| Винительный   | -(a/ə)m                       | -ā                    | (-ąs°), ō; -ā         | —, -m                         | —, -ī       | —, -i           |
| Творительный  | -ā                            | -biiā                 | -biš                  | -ā                            | -biiā       | -biš            |
| Дательный     | -ē                            | -biiā                 | (-biias°) -biiō       | -ē                            | -biiā       | (-biias°) -biiō |
| Отложительный | -(a)t̰                         | -biiā                 | (-biias°) -biiō       | -(a)t̰                         | -biiā       | (-biias°) -biiō |
| Родительный   | (-as°) -ō; -s (š); -he, -hiiā | -å                    | -ąm                   | (-as°) -ō; -s (š); -he, -hiiā | -å          | -ąm             |
| Местный       | -i                            | -ō                    | -su, -ṣ̌u, -hu         | -i                            | -ō          | -su, -ṣ̌u, -hu   |
| Звательный    | —                             | -ā                    | (-ąs°), ō; -ā         | —, -m                         | —, -ī       | —, -i           |

Формы, отмеченные знаком ° — так называемые сандхи-формы, использующиеся в основном перед энклитиками (-ca "и") и энклитическими местоимениями, начинающимися на t-.
Формы в скобках ниже — незафиксированные. Рядом с ними будут указываться зафиксированные формы имён того же склонения. Формы, помеченные астериском *, были созданы искусственно на основе аналогичных форм санскрита и других склонений авестийского.

### a-основы
К a-основам принадлежат в основном существительные мужского и среднего родов, а также многие прилагательные мужского и среднего родов. 
| Падеж         | Мужской род                          | Мужской род        | Мужской род                  | Средний род                          | Средний род      | Средний род                    |
| Падеж         | Ед. ч.                               | Дв. ч.             | Мн. ч.                       | Ед. ч.                               | Дв. ч.           | Мн. ч.                         |
| ------------- | ------------------------------------ | ------------------ | ---------------------------- | ------------------------------------ | ---------------- | ------------------------------ |
| Именительный  | ahurō, ciϑrə̄, akas°                  | zastā              | (yasnā) maṣ̌iiā, maṣ̌iiåŋhō    | xšaϑrəm                              | š́iiaoϑanōi       | š́iiaoϑanā                      |
| Винительный   | ahurəm                               | zastā              | (yasnə̄ṇg) maṣ̌iiə̄ṇg, sə̄ṇghąs° | xšaϑrəm                              | š́iiaoϑanōi       | š́iiaoϑanā                      |
| Творительный  | (ahurā) sə̄ṇghā                       | zastōibiiā         | (yasnāiš) maṣ̌iiāiš           | xšaϑrā                               | (š́iiaoϑanōibiiā) | š́iiaoϑanāiš                    |
| Дательный     | ahurāi, ahurāi.ā                     | zastōibiiā         | yasnōibiiō, marətaēibiiō     | (xšaϑrāi) rafəδrāi, aṣ̌ā.ye°          | (š́iiaoϑanōibiiā) | (š́iiaoϑanōibiias°) dātōibiias° |
| Отложительный | (ahurāt̰) zaošāt̰, vīrāat̰°             | zastōibiiā         | yasnōibiiō, marətaēibiiō     | (xšaϑrāt̰) š́iiaoϑanāt̰, aṣ̌āat̰°         | (š́iiaoϑanōibiiā) | (š́iiaoϑanōibiias°) dātōibiias° |
| Родительный   | ahurahiiā, zaraϑuštrahē, spəṇtax́iiā° | (zastaiiå) rānaiiå | yasnanąm                     | (xšaϑrahiiā) š́iiaoϑanahiiā, aṣ̌ax́iiā° | (š́iiaoϑanaiiå)   | š́iiaoϑənanąm                   |
| Местный       | (ahurē) marəkaē°, sə̄ŋ́hē, xᵛāϑrōiiā   | zastaiiō           | (yasnaēšū) maṣ̌iiaēṣ̌ū         | (xšaϑrōi) š́iiaoϑanōi, aṣ̌aē°          | (š́iiaoϑanaiiō)   | š́iiaoϑanaēšū                   |
| Звательный    | ahurā                                | zastā              | (yasnā) maṣ̌iiā, maṣ̌iiåŋhō    | xšaϑrəm                              | š́iiaoϑanōi       | š́iiaoϑanā                      |

### ā-основы
ā-основы бывают двух типов. Первый — это ā-основы женского рода, к которым принадлежат исключительно существительные и прилагательные женского рода. Второй — т.н. "ларингальные" ā-основы, образовавшиеся переходом -aH- > -å-. 

#### ā-основы женского рода
| Падеж         | Женский род              | Женский род              | Женский род         |
| Падеж         | Ед. ч.                   | Дв. ч.                   | Мн. ч.              |
| ------------- | ------------------------ | ------------------------ | ------------------- |
| Именительный  | daēnā                    | ubē                      | daēnå, daēnås°      |
| Винительный   | daēnąm                   | ubē                      | daēnå, daēnås°      |
| Творительный  | daēnā, daēnaiiā          | (ubābiiā) vąϑβābiia (М.) | daēnābīš            |
| Дательный     | daēnaiiāi                | (ubābiiā) vąϑβābiia (М.) | daēnābiiō           |
| Отложительный | daēnaiiå daēnaiiāt̰ (М.)  | (ubābiiā) vąϑβābiia (М.) | daēnābiiō           |
| Родительный   | daēnaiiå                 | (ubaiiå) nāirikaiiå (М.) | (daēnanąm) sāsnanąm |
| Местный       | (daēnaiiā) daēnaiia (М.) | *ubaiiō                  | (daēnāhū) gaēϑāhū   |
| Звательный    | (daēnē) bərəxδē          | ubē                      | daēnå, daēnås°      |

#### ларингальные ā-основы
| Падеж         | Мужской род    | Мужской род | Мужской род |
| Падеж         | Ед. ч.         | Дв. ч.      | Мн. ч.      |
| ------------- | -------------- | ----------- | ----------- |
| Именительный  | mazdå, mazdås° | —           | —           |
| Винительный   | mazdąm         | —           | pāϑō        |
| Творительный  | —              | —           | padəbīš     |
| Дательный     | mazdāi         | —           | —           |
| Отложительный | mazdå          | —           | —           |
| Родительный   | mazdå          | —           | paϑąm       |
| Местный       | —              | —           | —           |
| Звательный    | paiϑī          | —           | —           |

### i-основы
К i-основам относятся имена мужского, женского и среднего родов.
| Падеж         | Мужской род                     | Мужской род               | Мужской род | Женский род           | Женский род   | Женский род                  | Средний род | Средний род | Средний род        |
| Падеж         | Ед. ч.                          | Дв. ч.                    | Мн. ч.      | Ед. ч.                | Дв. ч.        | Мн. ч.                       | Ед. ч.      | Дв. ч.      | Мн. ч.             |
| ------------- | ------------------------------- | ------------------------- | ----------- | --------------------- | ------------- | ---------------------------- | ----------- | ----------- | ------------------ |
| Именительный  | astiš, zaraϑuštriš              | ə̄nəitī, xᵛīti°            | (astaiiō)   | ārmaitiš              | (ārmaitī)     | ārmataiiō                    | būirī       | *būirī      | (būirī) būiri (М.) |
| Винительный   | astīm                           | ə̄nəitī, xᵛīti°            | (astīš)     | ārmaitīm              | (ārmaitī)     | (ārmaitīš) īštīš             | būirī       | *būirī      | (būirī) būiri (М.) |
| Творительный  | (astī)                          | (ə̄nəitibiiā) ašibiia (М.) | *astibīš    | ārmaitī               | (ārmaitibiiā) | *ārmaitibīš                  | (būirī)     | (būiribiiā) | *būiribīš          |
| Дательный     | (astōiiōi), paiϑiiaē°           | (ə̄nəitibiiā) ašibiia (М.) | (astibiiō)  | (ārmatōiiōi) axtōiiōi | (ārmaitibiiā) | (ārmaitibiiō) gairibiiō      | (būrōiiōi)  | (būiribiiā) | (būiribiiō)        |
| Отложительный | (astōiš) dāmōiš frauuaṣ̌ōit̰ (М.) | (ə̄nəitibiiā) ašibiia (М.) | (astibiiō)  | ārmatōiš              | (ārmaitibiiā) | (ārmaitibiiō) gairibiiō      | (būrōiš)    | (būiribiiā) | (būiribiiō)        |
| Родительный   | (astōiš) dāmōiš                 | *ə̄nəitiiå                 | (astinąm)   | ārmatōiš              | *armaitiiå    | (ārmaitinąm) gairinąm        | (būrōiš)    | *būiriiå    | (būirinąm)         |
| Местный       | (astā)                          | *ə̄nəitiiō                 | (astišū)    | (ārmatā) uštā         | *armaitiiō    | (ārmaitišū) ratufritišu (М.) | (būrā)      | *būiriiō    | (būirišū)          |
| Звательный    | (astē)                          | ə̄nəitī, xᵛīti°            | (astaiiō)   | ārmaitē               | (ārmaitī)     | ārmataiiō                    | būirī       | *būirī      | (būirī) būiri (М.) |

### ī-основы
К ī-основам относятся имена существительные и прилагательные исключительно женского рода.
| Падеж         | Женский род                | Женский род               | Женский род             |
| Падеж         | Ед. ч.                     | Дв. ч.                    | Мн. ч.                  |
| ------------- | -------------------------- | ------------------------- | ----------------------- |
| Именительный  | vaŋᵛhī                     | azī                       | azīš                    |
| Винительный   | vaŋᵛhīm                    | azī                       | azīš                    |
| Творительный  | vaŋhuiiā                   | (azibiiā) fṣ̌aonibiia (М.) | (azibīš) vaŋᵛhibiš (М.) |
| Дательный     | vaŋhuiiāi, ušiiāi          | (azibiiā) fṣ̌aonibiia (М.) | (azibiiō) šiieitibiiō   |
| Отложительный | vaŋhuiiå aṣ̌aoniiat̰ (М.)    | (azibiiā) fṣ̌aonibiia (М.) | (azibiiō) šiieitibiiō   |
| Родительный   | vaŋhuiiå                   | *aziiå                    | (azinąm) nāirinąm       |
| Местный       | (vaŋhuiiā) aṣ̌auuaniia (М.) | *aziiō                    | (azišū) xšaϑrišu (М.)   |
| Звательный    | vaŋᵛhī                     | azī                       | azīš                    |

### u-основы
Аналогично i-основам, к u-основам относятся имена мужского, женского и среднего родов.
| Падеж         | Мужской-женский род                 | Мужской-женский род   | Мужской-женский род  | Средний род | Средний род | Средний род |
| Падеж         | Ед. ч.                              | Дв. ч.                | Мн. ч.               | Ед. ч.      | Дв. ч.      | Мн. ч.      |
| ------------- | ----------------------------------- | --------------------- | -------------------- | ----------- | ----------- | ----------- |
| Именительный  | mainiiuš                            | mainiiū               | (paorauuō) xratauuō  | vohū        | *vohū       | vohū        |
| Винительный   | mainiiūm                            | mainiiū               | pourūš               | vohū        | *vohū       | vohū        |
| Творительный  | mainiiū                             | (mainiiubiiā) ahubiiā | (pourubīš)           | (vohū)      | (vohubiiā)  | (vohubiiō)  |
| Дательный     | (mainiiauuē) vaŋhauuē               | (mainiiubiiā) ahubiiā | pourubiiō            | vaŋhauuē    | (vohubiiā)  | (vohubiiō)  |
| Отложительный | mainiiə̄uš zaṇtaot̰ (М.)              | (mainiiubiiā) ahubiiā | pourubiiō            | (vaŋhə̄uš)   | (vohubiiā)  | (vohubiiō)  |
| Родительный   | mainiiə̄uš                           | mainiuuå, ahuuå       | (pourunąm) dax́iiunąm | (vaŋhə̄uš)   | (vaŋhuuå)   | vohunąm     |
| Местный       | (mainiiaō) pərətaō, vaŋhaū          | (mainiuuō) aŋhuuō     | pourušū              | (vaŋhaū)    | (vaŋhuuō)   | (vohušū)    |
| Звательный    | (mainiiō) mainiiō (М.), ratuuō (М.) | mainiiū               | (paorauuō) xratauuō  | vohū        | *vohū       | vohū        |

### ū-основы
Основная часть имён, относящихся к ū-основам, женского рода, но также встречаются и имена мужского рода.
| Падеж         | Мужской-женский род             | Мужской-женский род | Мужской-женский род      |
| Падеж         | Ед. ч.                          | Дв. ч.              | Мн. ч.                   |
| ------------- | ------------------------------- | ------------------- | ------------------------ |
| Именительный  | fšəratuš                        | *tanū               | (tanuuō) tanuuō (М.)     |
| Винительный   | fšəratūm, tanuuə̄m               | *tanū               | tanuuō                   |
| Творительный  | (fšəratuuā) hizuuā              | *tanubiiā           | (tanubīš) hizubīš        |
| Дательный     | (fšəratuiiē) tanuiiē            | *tanubiiā           | (tanubiiō) tanubiiō (М.) |
| Отложительный | (fšəratuuō) hizuuō tanuuat̰ (М.) | *tanubiiā           | (tanubiiō) tanubiiō (М.) |
| Родительный   | (fšəratuuō) hizuuō              | *tanuuå             | (tanunąm) tanuuąm (М.)*  |
| Местный       | (fšəratuuī) tanuui (М.)         | *tanuuō             | (tanušū) tanušu (М.)     |
| Звательный    | (fšəratuuō) tanuuō (М.)         | *tanū               | (tanuuō) tanuuō (М.)     |

*Форма родительного падежа множественного числа образована по аналогии с соответствующей формой u-склонения. В младоавестийском эта форма имеет окончание -uuąm как для u-, так и для ū-склонения, что соответствует окончанию -uvām в ведическом санскрите. В староавестийском форма родительного падежа множественного числа имеет окончание -unąm, что соответствует окончанию -ūnām в санскрите. Таким образом, можно предположить, что и в староавестийском данные формы будут совпадать, учитывая . 

### Нерегулярные aē-, ao-основы
К этим основам относятся только существительные мужского рода, за исключением gao-, которое может выступать как существительное как мужского, так и женского рода. Форм этих склонений зафиксировано не так много; здесь будет приведены все они.
| Падеж         | aē-склонение | aē-склонение | aē-склонение |
| Падеж         | Ед. ч.       | Дв. ч.       | Мн. ч.       |
| ------------- | ------------ | ------------ | ------------ |
| Именительный  | kauuā, °haxā | —            | kāuuaiias°   |
| Винительный   | °haxāim      | —            | —            |
| Творительный  | —            | —            | —            |
| Дательный     | —            | —            | —            |
| Отложительный | rāiiō        | —            | —            |
| Родительный   | rāiiō        | —            | —            |
| Местный       | —            | —            | —            |
| Звательный    | —            | —            | kāuuaiias°   |

| Падеж         | ao-склонение          | ao-склонение | ao-склонение |
| Падеж         | Ед. ч.                | Дв. ч.       | Мн. ч.       |
| ------------- | --------------------- | ------------ | ------------ |
| Именительный  | gāuš, °bāzāuš, hiϑāuš | gāuuā        | —            |
| Винительный   | gąm, hiϑąm            | gāuuā        | gå           |
| Творительный  | —                     | —            | —            |
| Дательный     | gauuōi                | —            | —            |
| Отложительный | gə̄uš gaot̰ (М.)        | —            | —            |
| Родительный   | gə̄uš                  | —            | —            |
| Местный       | —                     | —            | —            |
| Звательный    | —                     | —            | —            |

### ah-основы
В ah-основах зафиксированы только имена мужского и среднего родов.
| Падеж         | Мужской род                     | Мужской род                | Мужской род           | Средний род (отдельные формы) | Средний род (отдельные формы) | Средний род (отдельные формы) |
| Падеж         | Ед. ч.                          | Дв. ч.                     | Мн. ч.                | Ед. ч.                        | Дв. ч.                        | Мн. ч.                        |
| ------------- | ------------------------------- | -------------------------- | --------------------- | ----------------------------- | ----------------------------- | ----------------------------- |
| Именительный  | vaså                            | anaocaŋhā                  | °varšnaŋhō            | manō                          | —                             | manå                          |
| Винительный   | (vasaŋhəm) °aēnaŋhəm            | anaocaŋhā                  | (varšnaŋhō) °vacaŋhō  | manō                          | —                             | manå                          |
| Творительный  | (vasaŋhā) vacaŋha (М.)          | *anaocə̄biiā                | (varšə̄bīš) vacə̄bīš    | —                             | —                             | —                             |
| Дательный     | (vasaŋ́hē) aēnaŋ́hē               | *anaocə̄biiā                | (varšə̄biiō) raocə̄biiō | —                             | —                             | —                             |
| Отложительный | (vasaŋhō) aojaŋhō manaŋhat̰ (М.) | *anaocə̄biiā                | (varšə̄biiō) raocə̄biiō | —                             | —                             | —                             |
| Родительный   | (vasaŋhō) aojaŋhō               | (anaocaŋhå) zraiiaŋhå (М.) | (varšaŋhąm) vacaŋhąm  | —                             | —                             | —                             |
| Местный       | (vasahī) ϑβōi.ahī               | *anaocaŋhō                 | (varšahū) sarahu (М.) | —                             | —                             | —                             |
| Звательный    | (vasō) huuacō (М.)              | anaocaŋhā                  | °varšnaŋhō            | manō                          | —                             | manå                          |

### han/man-основы
К данным основам относятся имена мужского и среднего рода. В некоторых падежах наблюдаются эффекты гуны и вриддхи: основа может находиться как в сильной, так и в слабой ступени. Непосредственно это чередование касается суффиксов -han, -man.
| Падеж         | Мужской род                                                        | Мужской род                  | Мужской род                                       | Средний род (отдельные формы) | Средний род (отдельные формы) | Средний род (отдельные формы) |
| Падеж         | Ед. ч.                                                             | Дв. ч.                       | Мн. ч.                                            | Ед. ч.                        | Дв. ч.                        | Мн. ч.                        |
| ------------- | ------------------------------------------------------------------ | ---------------------------- | ------------------------------------------------- | ----------------------------- | ----------------------------- | ----------------------------- |
| Именительный  | airiiamā                                                           | (airiiamanā) airiiamana (М.) | (airiiamanō) aṣ̌auuanō (М.)                        | ąnmā                          | —                             | nāmąn, nāmə̄nī                 |
| Винительный   | (airiiamanəm) airiiamanəm (М.) (airiiamānəm)                       | (airiiamanā) airiiamana (М.) | (airiiamnō) xṣ̌afnō (М.) (airiiamanō) rasmanō (М.) | ąnmā                          | —                             | nāmąn, nāmə̄nī                 |
| Творительный  | airiiamnā (airiiamanā) maēšmana (М.)                               | *airiiamabiiā                | (airiiamə̄nīš) namə̄nīš (airiiamə̄bīš) damə̄bīš (М.)  | —                             | —                             | —                             |
| Дательный     | (airiiamainē) airiiamaine (М.) (airiiamnē) xṣ̌afne (М.)             | *airiiamabiiā                | (airiiamabiiō) dāmabiiō (М.)                      | —                             | —                             | —                             |
| Отложительный | (airiiamnō) airiiamnas° (airiiamanō) airiiamanō (М.) cašmanat̰ (М.) | *airiiamabiiā                | (airiiamabiiō) dāmabiiō (М.)                      | —                             | —                             | —                             |
| Родительный   | (airiiamnō) airiiamnas° (airiiamanō) airiiamanō (М.)               | *airiiamnå                   | (airiiamnąm) arṣ̌nąm (М.) (airiiamanąm) nāmanąm    | —                             | —                             | —                             |
| Местный       | (airiiamainī) cašmainī                                             | *airiiamnō                   | (airiiamōhū) viiāxmōhu (М.)                       | —                             | —                             | —                             |
| Звательный    | airiiamā                                                           | (airiiamanā) airiiamana (М.) | (airiiamanō) aṣ̌auuanō (М.)                        | ąnmā                          | —                             | nāmąn, nāmə̄nī                 |

### aṇt-, maṇt-, uuaṇt-основы
К данным основам относятся причастия и прилагательные на -aṇt и притяжательные прилагательные на -maṇt, -uuaṇt. К данному склонению относятся имена только мужского и среднего родов, соответствующие им имена женского рода принадлежат к ī-склонению, заканчиваясь на -ai(ṇ)tī-. Как и в предыдущем склонении, в этом также наблюдается чередование основ: в сильной ступени суффикс остаётся -aṇt, в слабой — -at/āt. Чередование касается в основном только прилагательных, причастиям свойственно во всех падежах находиться в сильной ступени. 

#### aṇt-основы
| Падеж         | Мужской род, прилагательное         | Мужской род, прилагательное    | Мужской род, прилагательное    | Мужской род, причастие                 | Мужской род, причастие         | Мужской род, причастие   |
| Падеж         | Ед. ч.                              | Дв. ч.                         | Мн. ч.                         | Ед. ч.                                 | Дв. ч.                         | Мн. ч.                   |
| ------------- | ----------------------------------- | ------------------------------ | ------------------------------ | -------------------------------------- | ------------------------------ | ------------------------ |
| Именительный  | bərəzō                              | (bərəzaṇtā) bərəzaṇta (М.)     | bərəzaṇtō                      | fšuiiąs                                | (fšuiiaṇtā) bərəzaṇta (М.)     | fšuiiaṇtō                |
| Винительный   | bərəzaṇtəm                          | (bərəzaṇtā) bərəzaṇta (М.)     | bərəzatō                       | fšuiiaṇtəm                             | (fšuiiaṇtā) bərəzaṇta (М.)     | fšuiiaṇtō                |
| Творительный  | (bərəzātā) bərəzata (М.)            | (bərəzaṇbiiā) bərəzaṇbiia (М.) | (bərəzadbīš) bərəzaδbīš (М.)   | (fšuiiaṇtā)                            | (fšuiiaṇbiiā) bərəzaṇbiia (М.) | (fšuiiaṇbīš)             |
| Дательный     | (bərəzāitē) bərəzaite (М.)          | (bərəzaṇbiiā) bərəzaṇbiia (М.) | (bərəzadbiiō) bərəzaδbiiō (М.) | fšuiieṇtē                              | (fšuiiaṇbiiā) bərəzaṇbiia (М.) | fšuiiaṇbiiō              |
| Отложительный | (bərəzātō) drəguuātō bərəzatat̰ (М.) | (bərəzaṇbiiā) bərəzaṇbiia (М.) | (bərəzadbiiō) bərəzaδbiiō (М.) | (fšuiiaṇtō) saošiiaṇtō fšuiiaṇtat̰ (М.) | (fšuiiaṇbiiā) bərəzaṇbiia (М.) | fšuiiaṇbiiō              |
| Родительный   | (bərəzātō) bərəzatō (М.)            | (bərəzaṇtå) °uxšaiiaṇtå        | (bərəzātąm) bərəzatąm (М.)     | (fšuiiaṇtō) saošiiaṇtō                 | (fšuiiaṇtå) °uxšaiiaṇtå        | (fšuiiaṇtąm) saošiiaṇtąm |
| Местный       | (bərəzaiṇtī) astuuaiṇti (М.)        | *bərəzaṇtō                     | (bərəzasū)                     | (fšuiieṇtī) astuuaiṇti (М.)            | *fsuiiaṇtō                     | fšuiiasū                 |
| Звательный    | (berəzā) berəza (М.)                | (bərəzaṇtā) bərəzaṇta (М.)     | bərəzaṇtō                      | (fšuiiā) berəza (М.)                   | (fšuiiaṇtā) bərəzaṇta (М.)     | fšuiiaṇtō                |

#### maṇt-, uuaṇt-основы
| Падеж         | Мужской род                  | Мужской род   | Мужской род    |
| Падеж         | Ед. ч.                       | Дв. ч.        | Мн. ч.         |
| ------------- | ---------------------------- | ------------- | -------------- |
| Именительный  | drəguuå, ϑβāuuąs             | *drəguuaṇtā   | drəguuaṇtō     |
| Винительный   | drəguuaṇtəm                  | *drəguuaṇtā   | drəguuatō      |
| Творительный  | drəguuātā                    | *drəguuaṇbiiā | drəguuō.dəbīš  |
| Дательный     | drəguuāitē                   | *drəguuaṇbiiā | drəguuō.dəbiiō |
| Отложительный | drəguuatō astuuatat̰ (М.)     | *drəguuaṇbiiā | drəguuaṇtō     |
| Родительный   | drəguuatō                    | *drəguuaṇtå   | drəguuatąm     |
| Местный       | (drəguuaiṇtī) astvaiṇti (М.) | *drəguuaṇtō   | drəguuasū      |
| Звательный    | (drəguuō) astuuō             | *drəguuaṇtā   | drəguuaṇtō     |

### r-основы
К этому склонению принадлежат производные основы на -tar, -ar, включающие в себя отглагольные существительные на обозначение носителя действия (dātar-, "создатель") и существительные на обозначения родственных связей. При склонении наблюдаются три ступени чередования: сильнейшая на -ār, сильная на -ar и слабая на -r перед гласными и -ərə перед согласными. В винительном падеже единственного числа, именительном падеже двойственного и множественного числа отглагольные существительные обычно находятся в сильнейшей ступени, в то время как существительные на обозначение родственных связей — в сильной.
| Падеж         | Мужской род             | Мужской род                               | Мужской род                    |
| Падеж         | Ед. ч.                  | Дв. ч.                                    | Мн. ч.                         |
| ------------- | ----------------------- | ----------------------------------------- | ------------------------------ |
| Именительный  | dātā                    | (dātārā) dātāra (М.) (patarā) patara (М.) | dātārō patarō                  |
| Винительный   | dātārəm patarə̄m         | (dātārā) dātāra (М.) (patarā) patara (М.) | dātārō, fəδrō                  |
| Творительный  | (dāϑrā) āϑrā            | (dātərəbiiā) nərəbiia (М.)                | (dātərəbīš) garō.bīš < garə̄bīš |
| Дательный     | (dāϑrē) āϑrē, fəδrōi    | (dātərəbiiā) nərəbiia (М.)                | (dātərəbiiō) ātərəbiiō         |
| Отложительный | (dāϑrō) āϑrō āϑrat̰ (М.) | (dātərəbiiā) nərəbiia (М.)                | (dātərəbiiō) ātərəbiiō         |
| Родительный   | (dāϑrō) āϑrō            | (dāϑrå) narå                              | (dāϑrąm) sāϑrąm                |
| Местный       | (dāϑrī) sairī           | *dāϑrō                                    | *datərəsū                      |
| Звательный    | (dātarə) ātarə          | (dātārā) dātāra (М.) (patarā) patara (М.) | dātārō patarō                  |

### Прочие склонения на согласную
Помимо вышеуказанных, существует ещё ряд существительных, основа которых заканчивается на согласную. В них выделяют основы на сибилянты, основы на зубные, губные, палатальные/велярные, но поскольку во всех этих склонениях зафиксировано слишком мало форм, то здесь они рассмотрены не будут.

## Числительные
Все авестийские числительные, которые зафиксированы, встречаются исключительно в текстах на младоавестийском, и потому здесь будут представлены именно в таком виде. 

### Количественные
| 1. | aēuua-         | 10. | dasa              | 100. | satəm        | 1 000.  | hazaŋrəm          |
| 2. | duua-          | 20. | visaiti (visąsta) | 200. | duiie saite  | 10 000. | baēuuar-/baēuuan- |
| 3. | ϑraii-/ϑri-    | 30. | ϑrisatəm          | 300. | tišro sata   |         |                   |
| 4. | caϑβar-/catur- | 40. | caϑβarəsatəm      | 400. | caϑβārō sata |         |                   |
| 5. | paṇca          | 50. | paṇcāsatəm        | 500. | paṇca sata-  |         |                   |
| 6. | xšuuaš         | 60. | xšuuašti-         | 600. | xšuuaš sata- |         |                   |
| 7. | hapta          | 70. | haptāiti-         | 700. | hapta sata-  |         |                   |
| 8. | ašta           | 80. | aštāiti-          | 800. | ašta sata-   |         |                   |
| 9. | nauua          | 90. | nauuaiti-         | 900. | nauua sata-  |         |                   |

Числительные от одиннадцати до девятнадцати, насколько они встречаются в текстах, образуются присоединением -dasa к числительному от одного до девяти: paṇcadasa- «пятнадцать», xšuuaš.dasa- «шестнадцать». В составных числительных младшие разряды предшествуют старшим, и составляющие обычно присоединяют энклитику -ca «и»:
| 33.     | ϑraiiasca ϑrisąsca                                                  |
| 405.    | paṇcāca caϑβarəsatəmca                                              |
| 99 999. | nauuaca nauuaitišca nauuaca sata nauuaca hazaŋra nauuasə̄sca baēuuąn |

Числительное «один» склоняется по типу местоименной основы на -a, числительное «два» — по типу двойственного числа a-основы. Числительные «три» и «четыре» имеют некоторые особые формы женского рода, остальные числительные по большей части несклоняемы.
| Падеж         | aēuua-     | aēuua-     | aēuua-   |
| Падеж         | М. р.      | С. р.      | Ж. р.    |
| ------------- | ---------- | ---------- | -------- |
| Именительный  | aēuuō      | ōiium, ōim | aēuua    |
| Винительный   | ōiium, ōim | ōiium, ōim | aēuuąm   |
| Творительный  | aēuua      | aēuua      | aēuuaiia |
| Отложительный | aēuuahmāt̰  | aēuuahmāt̰  | —        |
| Родительный   | aēuuāhe    | aēuuāhe    | aēuuaŋ́hå |
| Местный       | aēuuahmi   | aēuuahmi   | —        |

| Падеж           | duua-      | duua-         | duua- |
| Падеж           | М. р.      | С. р.         | Ж. р. |
| --------------- | ---------- | ------------- | ----- |
| Им.-вин.        | duua       | duiie, duuaē° | aēuua |
| Дат.-отл.-твор. | duuaēibiia | duuaēibiia    | —     |
| Местный         | duaiiå     | duaiiå        | —     |

| Падеж        | ϑraii-/ϑri- | ϑraii-/ϑri- | ϑraii-/ϑri-      |
| Падеж        | М. р.       | С. р.       | Ж. р.            |
| ------------ | ----------- | ----------- | ---------------- |
| Именительный | ϑrāiiō      | ϑrī         | tišrō            |
| Винительный  | ϑriš        | ϑrī         | tišrō            |
| Дат.-отл.    | ϑribiiō     | ϑribiiō     | —                |
| Родительный  | ϑraiiąm     | ϑraiiąm     | tišrąm, tišranąm |

| Падеж        | caϑβar-/catur- | caϑβar-/catur- | caϑβar-/catur- |
| Падеж        | М. р.          | С. р.          | Ж. р.          |
| ------------ | -------------- | -------------- | -------------- |
| Именительный | caϑβārō        | catura         | cataŋrō        |
| Винительный  | caturə̄         | catura         | cataŋrō        |
| Родительный  | caturąm        | caturąm        | —              |

Также встречаются некоторые формы других числительных: в родительном падеже — paṇcanąm, nauuanąm, dasanąm; в творительном — paṇcasat̰biš, satāiš, hazaŋrāiš, baēuuarəbiš.

### Порядковые
| 1й  | fratəma- paoiriia- | 11й | aēuuandasa-  | 20й     | visąstəma-   |
| 2й  | bitiia-            | 12й | duuadasa-    | 30й     | ϑrisastəma-  |
| 3й  | ϑritiia-           | 13й | ϑridasa-     | 100й    | satōtəma-    |
| 4й  | tuiriia-           | 14й | caϑrudasa-   | 1 000й  | hazaŋrōtəma- |
| 5й  | puxδa-             | 15й | paṇcadasa-   | 10 000й | baēuuarə°    |
| 6й  | xštuua-            | 16й | xšuuaš.dasa- |         |              |
| 7й  | haptaϑa-           | 17й | hapta.dasa-  |         |              |
| 8й  | aštəma-            | 18й | ašta.dasa-   |         |              |
| 9й  | naoma-             | 19й | nauua.dasa-  |         |              |
| 10й | dasəma-            |     |              |         |              |

### Прочие
Помимо количественных и порядковых числительных, в текстах на авестийском встречаются также:
- дробные:

| ⅓ | ϑrišuua-   |
| ¼ | caϑrušuua- |
| ⅕ | paŋtaŋᵛha- |
| ⅐ | haptahuua- |
| ⅛ | aštahuua-  |

- мультипликативные наречия:

| 1. | hakərət̰ «единократно»            | 10. |                                        | 100.    | satāiiuš «стократно»            |
| 2. | biš, bižuuat̰ «двукратно»         | 20. | visaitiuuå «двадцатикратно»            | 1 000.  | hazaŋrāiš «тысячекратно»        |
| 3. | ϑriš, ϑrižuuat̰ «троекратно»      | 30. | ϑrisaϑβå, ϑrisataϑβəm «тридцатикратно» | 10 000. | baēuuarōiš «десятитысячекратно» |
| 4. | caϑruš «четырёхкратно»           | 40. | caϑβarəsaϑβå «сорокакратно»            |         |                                 |
| 5. |                                  | 50. | paṇcasaϑβå «пятидесятикратно»          |         |                                 |
| 6. | xšuuažaiia «шестикратно»         | 60. | xšuuaštiuuå «шестидесятикратно»        |         |                                 |
| 7. |                                  | 70. | haptaiϑiuuå «семидесятикратно»         |         |                                 |
| 8. |                                  | 80. | aštaiϑiuuå «восьмидесятикратно»        |         |                                 |
| 9. | naomaiia, nauuasə̄ «девятикратно» | 90. | nauuaitiuuå «девяностократно»          |         |                                 |

- наречия со значением «в n-й раз»:

| «впервые»         | paoirim         |
| «во второй раз»   | āt̰bitim/āδbitim |
| «в третий раз»    | āϑritim         |
| «в четвёртый раз» | āxtuirim        |

## Глагол
Формы глаголов в авестийском обычно отвечают таковым в санскрите как в плане морфологии, так и синтаксиса. Тем не менее, всех объёмов текстов недостаточно для того, чтобы составить полную картину глагольной системы; в разных спряжениях изредка встречаются пробелы в тех или иных местах. В авестийском есть два залога: действительный и медиопассив, четыре наклонения: изъявительное, сослагательное, повелительное и желательное, шесть времён: настоящее и имперфект (образуются от основы презенса), аорист (основа аориста), перфект и плюсквамперфект (основа перфекта), будущее. Спрягается глагол по трём лицам и трём числам (единственное, двойственное и множественное). Также помимо личных форм, существуют ещё такие неличные как инфинитив, обычно находящийся в роли отглагольного существительного, действительное и среднее причастие разных времён, герундий.
Отдельно выделяют так называемые вторичные спряжения, которые фактически являются суффиксальными производными от базовых глаголов. Это каузативные, инхоативные, дезидеративные и интенсивные формы глаголов, суффиксальный страдательный залог и образованные от существительных деноминативные глаголы. В целом, как можно судить, система является достаточно сложной, и помимо того усложняется ещё немалым количеством исключений, сравнимым с таковыми в санскрите. В связи с большим количеством личных и неличных форм и спряжений (четыре тематических и шесть атематических), парадигма настоящего времени будет проиллюстрирована в основном на примере первого спряжения (тематическое асуффиксальное).

### Классы глаголов
Как уже было сказано выше, в авестийском языке существует десять классов глаголов, среди которых четыре являются тематическими, шесть — атематическими. Тематические глаголы называются так, поскольку в личных формах между основой глагола и окончанием вставляется так называемая тематическая гласная -a-. Благодаря этой особенности тематические глаголы в целом более регулярны, чем атематические. В таблице ниже перечислены примеры глаголов всех десяти классов и особенности их спряжения.
| Класс | Глагол            | Описание |
| ----- | ----------------- | --- |
| 1     | √bar-, baraitī    | Тематическое спряжение, используется сильная ступень корня                                                                          |
| 2     | √vas-, vaštī      | Атематическое спряжение, ступень корня сильная либо слабая в зависимости от окончания                                               |
| 3     | √dā-, dadāitī     | Атематическое спряжение с редупликацией корня, ступень аналогично второму классу                                                    |
| 4     | √nas-, nasiieitī  | Тематическое спряжение на -iia-, слабая ступень корня                                                                               |
| 5     | √kar-, kərənaoitī | Атематическое спряжение на -nao- (сильная ступень основы), -nu-/-nuu- (слабая), ступень корня слабая                                |
| 6     | √vīs-, vīsaitī    | Тематическое спряжение, слабая ступень корня                                                                                        |
| 7     | √ciš-, cinastī    | Атематическое спряжение с назальным инфиксом -na- (сильная ступень основы), -n- (слабая), ступень корня слабая                      |
| 8     | √in-, inaoitī     | Атематическое спряжение на -ao-/-auu- (сильная ступень основы), -u-/-uu- (слабая), ступень корня слабая                             |
| 9     | √frī-, frīnāitī   | Атематическое спряжение на -nā- (сильная ступень основы), -n-/-na- (слабая), ступень корня слабая                                   |
| 10    | √taϑ-, tāϑaiieitī | Тематическое спряжение на -aiia-, сильная ступень корня. Глаголы с корневой a часто получают усиление по вриддхи, с i, u — по гуне. |

### Личные окончания
Личные окончания у глаголов делятся на две основные группы: первичные, которые глаголы принимают в изъявительном наклонении настоящего и будущего времени, и частично в сослагательном наклонении; и вторичные, которое глаголы принимают в имперфекте, желательном наклонении, аористе и также частично сослагательном наклонении. В повелительном наклонении и перфекте есть некоторые особенности спряжения, потому обычно окончания для этих форм выделяют в ещё две отдельные категории.
|           |      | Действительный залог | Действительный залог | Действительный залог | Средний залог    | Средний залог  | Средний залог      |
|           | Лицо | Ед. ч.               | Дв. ч.               | Мн. ч.               | Ед. ч.           | Дв. ч.         | Мн. ч.             |
| --------- | ---- | -------------------- | -------------------- | -------------------- | ---------------- | -------------- | ------------------ |
| Первичные | 1    | -mī                  | -uuahī               | -mahī                | -ē               | —              | -maidē             |
| Первичные | 2    | -hī (-šī)            | —                    | -tā -ϑa (М.)         | -hē (-šē)        | —              | -duiiē -ϑβe (М.)   |
| Первичные | 3    | -tī                  | -tō, -ϑō             | -əṇtī                | -tē              | -ātē -āϑe (М.) | -aitē, -əṇtē       |
| Вторичные | 1    | -m                   | -uuā                 | -mā                  | -ī, -ā           | —              | -maidī -maide (М.) |
| Вторичные | 2    | -s (-š)              | —                    | -tā                  | -hā (-šā)        | —              | -dūm -δβəm (М.)    |
| Вторичные | 3    | -t̰                   | -təm                 | -ən                  | -tā              | -ātəm          | -ātā, -əṇtā        |
| Перфект   | 1    | -ā                   | —                    | -mā                  | -ē               | —              | —                  |
| Перфект   | 2    | -tā, -ϑā             | —                    | -ā                   | —                | —              | —                  |
| Перфект   | 3    | -ā                   | -atarə̄               | -arə̄, -ərəš          | -ē               | -aitē          | —                  |
| Императив | 1    | —                    | —                    | —                    | —                | —              | —                  |
| Императив | 2    | -dī, — -δi (М.)      | —                    | -tā                  | -ŋᵛhā, -(s/h)uuā | —              | -dūm -δβəm (М.)    |
| Императив | 3    | -tū                  | —                    | -əṇtū                | -tąm             | —              | -əṇtąm             |

### Основа презенса
От основы презенса образуются два времени: собственно настоящее время и имперфект, а также причастия настоящего времени, действительное и среднее. Формы имперфекта изъявительного наклонения, по всей видимости, практически всегда не имеют аугмента, потому совпадают с формами инъюнктива.

#### Изъявительное наклонение

##### Настоящее время
|   | Действительный залог | Действительный залог | Действительный залог | Средний залог | Средний залог | Средний залог    |
|   | Ед. ч.               | Дв. ч.               | Мн. ч.               | Ед. ч.        | Дв. ч.        | Мн. ч.           |
| - | -------------------- | -------------------- | -------------------- | ------------- | ------------- | ---------------- |
| 1 | barāmī               | —                    | barāmahī             | bairē         | —             | baramaidē        |
| 2 | barahī               | —                    | baraϑā               | barahē        | —             | barō.duiiē       |
| 3 | baraitī              | baratō               | barəṇtī, vanaiṇtī    | baraitē       | baraētē       | barəṇtē, haciṇtē |

#### Имперфект-инъюнктив
|   | Действительный залог | Действительный залог    | Действительный залог       | Средний залог          | Средний залог | Средний залог            |
|   | Ед. ч.               | Дв. ч.                  | Мн. ч.                     | Ед. ч.                 | Дв. ч.        | Мн. ч.                   |
| - | -------------------- | ----------------------- | -------------------------- | ---------------------- | ------------- | ------------------------ |
| 1 | barəm                | (barāuuā) juuāuua (М.)  | barāmā                     | (bairē) baire (М.)     | —             | —                        |
| 2 | (barō) jasō          | —                       | (barātā) tauruuaiiata (М.) | (baraŋhā) baraŋha (М.) | —             | (barō.dūm) baraδβəm (М.) |
| 3 | barat̰                | (baratəm) tauruuaiiatəm | barən                      | barātā                 | baraētəm      | (barəṇtā) barəṇta (М.)   |

#### Повелительное наклонение
|   | Действительный залог | Действительный залог   | Средний залог            | Средний залог |
|   | Ед. ч.               | Мн. ч.                 | Ед. ч.                   | Мн. ч.        |
| - | -------------------- | ---------------------- | ------------------------ | ------------- |
| 1 | —                    | —                      | —                        | —             |
| 2 | barā                 | baratā                 | (baraŋᵛhā) yazaŋᵛha (М.) | barō.dūm      |
| 3 | (baratū) baratu (М.) | (barəṇtū) barəṇtu (М.) | (baratąm) yazatąm (М.)   | barəṇtąm      |

#### Сослагательное наклонение
|   | Действительный залог | Действительный залог | Действительный залог | Средний залог | Средний залог | Средний залог         |
|   | Ед. ч.               | Дв. ч.               | Мн. ч.               | Ед. ч.        | Дв. ч.        | Мн. ч.                |
| - | -------------------- | -------------------- | -------------------- | ------------- | ------------- | --------------------- |
| 1 | barā, barānī         | —                    | barāmā               | barāi         | —             | —                     |
| 2 | (barāhī) barāhi (М.) | —                    | (barāϑā) azāϑā       | baraŋhā       | —             | —                     |
| 3 | baraitī, barat̰       | (barātō) jasātō      | barəṇ, barəṇtī       | baraitē       | —             | barəṇtē, yazåṇtē (М.) |

#### Желательное наклонение
|   | Действительный залог | Действительный залог | Действительный залог      | Средний залог          | Средний залог                 | Средний залог                 |
|   | Ед. ч.               | Дв. ч.               | Мн. ч.                    | Ед. ч.                 | Дв. ч.                        | Мн. ч.                        |
| - | -------------------- | -------------------- | ------------------------- | ---------------------- | ----------------------------- | ----------------------------- |
| 1 | —                    | —                    | baraēmā                   | barōiiā, barāiiā       | —                             | barōimaidē                    |
| 2 | barōiš               | —                    | (baraētā) ϑβərəsaēta (М.) | (baraēšā) yazaēša (М.) | —                             | (barōi.dūm) barōiδβəm (М.)    |
| 3 | barōit̰               | —                    | baraiiəm (М.)             | baraētā                | (baraiiatəm) vicaraiitəm (М.) | (baraiiaṇtā) maēzaiiaṇta (М.) |

#### Причастие
|       | Действительный залог | Средний залог |
| ----- | -------------------- | ------------- |
| М. р. | baraṇt-              | barəmna-      |
| Ж. р. | barəṇtī-             | barəmnā-      |

### Основа перфекта
Наиболее явный признак, отличающий основу перфекта — редупликация основы; личные окончания также некоторым образом отличаются от таковых для основы презенса. Как и в санскрите, перфект (и плюсквамперфект) часто используется на обозначение простого прошедшего времени, в ряде случаев — и настоящего.

#### Изъявительное наклонение

##### Перфект
|   | Действительный залог | Действительный залог | Действительный залог   | Средний залог            | Средний залог | Средний залог |
|   | Ед. ч.               | Дв. ч.               | Мн. ч.                 | Ед. ч.                   | Дв. ч.        | Мн. ч.        |
| - | -------------------- | -------------------- | ---------------------- | ------------------------ | ------------- | ------------- |
| 1 | vaēdā                | —                    | vaoxəmā                | (susruiiē) susruiie (М.) | —             | —             |
| 2 | vōistā dadāϑā        | —                    | (haŋhānā) haŋhāna (М.) | —                        | —             | —             |
| 3 | vaēdā                | vāuuərzātarə̄         | cāxnarə̄                | dādrē ārōi               | mamnāitē      | —             |

##### Плюсквамперфект
|   | Действительный залог | Действительный залог | Действительный залог | Средний залог | Средний залог | Средний залог |
|   | Ед. ч.               | Дв. ч.               | Мн. ч.               | Ед. ч.        | Дв. ч.        | Мн. ч.        |
| - | -------------------- | -------------------- | -------------------- | ------------- | ------------- | ------------- |
| 1 | (didaēm) diδaēm (М.) | —                    | —                    | —             | —             | —             |
| 2 | —                    | —                    | —                    | —             | —             | —             |
| 3 | tatašat̰              | —                    | saš́ən                | ə̄nāxštā       | —             | —             |

#### Сослагательное наклонение
|   | Действительный залог | Действительный залог | Действительный залог     | Средний залог | Средний залог | Средний залог |
|   | Ед. ч.               | Дв. ч.               | Мн. ч.                   | Ед. ч.        | Дв. ч.        | Мн. ч.        |
| - | -------------------- | -------------------- | ------------------------ | ------------- | ------------- | ------------- |
| 1 | vaēdā                | —                    | —                        | —             | —             | —             |
| 2 | —                    | —                    | vaorāzāϑā                | —             | —             | —             |
| 3 | (vaēdat̰) vaēϑat̰ (М.) | —                    | (vaēdəṇtī) vaēϑəṇti (М.) | —             | —             | —             |

#### Желательное наклонение
|   | Действительный залог     | Действительный залог | Действительный залог | Средний залог | Средний залог | Средний залог |
|   | Ед. ч.                   | Дв. ч.               | Мн. ч.               | Ед. ч.        | Дв. ч.        | Мн. ч.        |
| - | ------------------------ | -------------------- | -------------------- | ------------- | ------------- | ------------- |
| 1 | (daidiiąm) daiδiiąm (М.) | —                    | —                    | —             | —             | —             |
| 2 | tūtuiiå                  | —                    | —                    | —             | —             | —             |
| 3 | vīdiiat̰                  | —                    | (daidin) daiδin (М.) | —             | —             | vaozirəm      |

#### Причастие
| Действительный залог | Средний залог        |
| -------------------- | -------------------- |
| viduuah- viϑuš- (М.) | āpana-, vauuərəzāna- |

### Основа аориста
Аорист в авестийском обычно используется для обозначения простого прошедшего времени. Среди способов образования данного времени наиболее явно можно выделить три группы:
- корневой аорист, в котором личные окончания присоединяются напрямую к корню глагола;
- тематический аорист, в котором между корнем и окончанием вставляется тематическая гласная -a-;
- сигматический аорист, образующийся с помощью суффиксов -h- (-s-), -ha- (-sa-), -iš-, -hiš-.

Как и в имперфекте, аугмент в изъявительном наклонении отсутствует почти всегда, таким образом, совпадая с аористом в инъюнктиве.

#### Изъявительное наклонение/инъюнктив
Корневой аорист:
|   | Действительный залог         | Действительный залог | Действительный залог | Средний залог        | Средний залог | Средний залог |
|   | Ед. ч.                       | Дв. ч.               | Мн. ч.               | Ед. ч.               | Дв. ч.        | Мн. ч.        |
| - | ---------------------------- | -------------------- | -------------------- | -------------------- | ------------- | ------------- |
| 1 | cōišəm                       | —                    | dāmā                 | cə̄uuišī (< *cōišī)   | duuaidī       | varəmaidī     |
| 2 | då (< dā-s), cōiš (< cōiš-s) | —                    | dātā                 | dåŋhā                | —             | —             |
| 3 | dāt̰, cōišt̰                   | —                    | dąn                  | ciuuištā (< *cōištā) | —             | dātā          |

Тематический аорист:
|   | Действительный залог | Действительный залог | Действительный залог           | Средний залог | Средний залог | Средний залог |
|   | Ед. ч.               | Дв. ч.               | Мн. ч.                         | Ед. ч.        | Дв. ч.        | Мн. ч.        |
| - | -------------------- | -------------------- | ------------------------------ | ------------- | ------------- | ------------- |
| 1 | frāuuaocim (М.)      | —                    | (frāuuaocāmā) frāuuaocāma (М.) | —             | —             | —             |
| 2 | tašō                 | —                    | —                              | —             | —             | —             |
| 3 | tašat̰                | —                    | —                              | gūšatā        | —             | —             |

Сигматический аорист:
|   | Действительный залог | Действительный залог | Действительный залог | Средний залог        | Средний залог | Средний залог |
|   | Ед. ч.               | Дв. ч.               | Мн. ч.               | Ед. ч.               | Дв. ч.        | Мн. ч.        |
| - | -------------------- | -------------------- | -------------------- | -------------------- | ------------- | ------------- |
| 1 | —                    | —                    | —                    | frāšī mə̄ŋ́hī          | —             | amə̄hmaidī     |
| 2 | dāiš                 | —                    | —                    | mə̄ṇghā (< mə̄n-s-ŋhā) | —             | ϑβarōždūm     |
| 3 | darəšt               | —                    | ståŋhat̰ uruuāxšat̰    | mąstā                | —             | —             |

#### Повелительное наклонение
Корневой аорист:
|   | Действительный залог | Действительный залог | Действительный залог | Средний залог   | Средний залог | Средний залог |
|   | Ед. ч.               | Дв. ч.               | Мн. ч.               | Ед. ч.          | Дв. ч.        | Мн. ч.        |
| - | -------------------- | -------------------- | -------------------- | --------------- | ------------- | ------------- |
| 1 | —                    | —                    | —                    | —               | —             | —             |
| 2 | dāidī                | —                    | dātā                 | dāhuuā kərəšuuā | —             | —             |
| 3 | dātū                 | —                    | scaṇtū               | dąm             | —             | —             |

Тематический аорист:
|   | Действительный залог | Действительный залог | Действительный залог | Средний залог | Средний залог | Средний залог |
|   | Ед. ч.               | Дв. ч.               | Мн. ч.               | Ед. ч.        | Дв. ч.        | Мн. ч.        |
| - | -------------------- | -------------------- | -------------------- | ------------- | ------------- | ------------- |
| 1 | —                    | —                    | —                    | —             | —             | —             |
| 2 | vīdā                 | —                    | —                    | gūšahuuā      | —             | gūšōdūm       |
| 3 | —                    | —                    | —                    | —             | —             | xšə̄ṇtąm       |

Сигматический аорист:
|   | Действительный залог | Действительный залог | Действительный залог | Средний залог | Средний залог | Средний залог |
|   | Ед. ч.               | Дв. ч.               | Мн. ч.               | Ед. ч.        | Дв. ч.        | Мн. ч.        |
| - | -------------------- | -------------------- | -------------------- | ------------- | ------------- | ------------- |
| 1 | —                    | —                    | —                    | —             | —             | —             |
| 2 | —                    | —                    | sąstā                | frāšuuā       | —             | sāzdūm        |
| 3 | —                    | —                    | —                    | —             | —             | —             |

#### Сослагательное наклонение
Корневой аорист:
|   | Действительный залог        | Действительный залог | Действительный залог | Средний залог       | Средний залог | Средний залог   |
|   | Ед. ч.                      | Дв. ч.               | Мн. ч.               | Ед. ч.              | Дв. ч.        | Мн. ч.          |
| - | --------------------------- | -------------------- | -------------------- | ------------------- | ------------- | --------------- |
| 1 | jimā                        | —                    | dāmā (da-āmā)        | mə̄nāi dānē (da-ānē) | —             | —               |
| 2 | dāhī (< da-ahī)             | —                    | dātā (da-atā)        | dåŋ́hē (da-aŋ́hē)     | —             | daduiiē         |
| 3 | dāt̰ (da-at̰) dāitī (da-aitī) | jamaētē              | dąn (da-ən)          | dāitē (da-aitē)     | —             | dåṇtē (da-əṇtē) |

Тематический аорист:
|   | Действительный залог | Действительный залог | Действительный залог | Средний залог | Средний залог | Средний залог |
|   | Ед. ч.               | Дв. ч.               | Мн. ч.               | Ед. ч.        | Дв. ч.        | Мн. ч.        |
| - | -------------------- | -------------------- | -------------------- | ------------- | ------------- | ------------- |
| 1 | vaocā hanānī         | —                    | vaocāmā              | xšāi          | —             | —             |
| 2 | —                    | —                    | —                    | —             | —             | —             |
| 3 | vaocāt̰ vidāitī       | —                    | —                    | vāurāitē      | —             | —             |

Сигматический аорист:
|   | Действительный залог | Действительный залог | Действительный залог | Средний залог | Средний залог | Средний залог |
|   | Ед. ч.               | Дв. ч.               | Мн. ч.               | Ед. ч.        | Дв. ч.        | Мн. ч.        |
| - | -------------------- | -------------------- | -------------------- | ------------- | ------------- | ------------- |
| 1 | varəšā               | —                    | nāšāmā               | xšnaošāi      | —             | —             |
| 2 | —                    | —                    | —                    | råŋhaŋhōi     | —             | —             |
| 3 | naēšat̰ varəšaitī     | —                    | xšnaošən varəšəṇtī   | varəšaitē     | —             | —             |

#### Желательное наклонение
Корневой аорист:
|   | Действительный залог | Действительный залог | Действительный залог   | Средний залог | Средний залог | Средний залог |
|   | Ед. ч.               | Дв. ч.               | Мн. ч.                 | Ед. ч.        | Дв. ч.        | Мн. ч.        |
| - | -------------------- | -------------------- | ---------------------- | ------------- | ------------- | ------------- |
| 1 | diiąm                | —                    | (buiiāmā) buiiama (М.) | diiā          | —             | —             |
| 2 | diiå, dāiiå          | —                    | (dāiiātā) dāiiatā (М.) | dīšā          | —             | —             |
| 3 | diiāt̰                | —                    | buiiąn (М.)            | —             | —             | —             |

Тематический аорист:
|   | Действительный залог | Действительный залог | Действительный залог | Средний залог        | Средний залог | Средний залог |
|   | Ед. ч.               | Дв. ч.               | Мн. ч.               | Ед. ч.               | Дв. ч.        | Мн. ч.        |
| - | -------------------- | -------------------- | -------------------- | -------------------- | ------------- | ------------- |
| 1 | —                    | —                    | vaocaēmā             | vāurāiiā             | —             | vāurōimaidē   |
| 2 | —                    | —                    | —                    | (xsaēšā) xšaēša (М.) | —             | —             |
| 3 | sīšōit̰               | —                    | —                    | xsaētā               | —             | —             |

#### Причастие
| Действительный залог | Средний залог |
| -------------------- | ------------- |
| daṇt-, vīdaṇt-       | xšnaošəmna-   |